# Chico Landi
Francisco Sacco Landi, ismertebb nevén Chico Landi (São Paulo, 1907. július 14. – 1989. június 7.) brazil autóversenyző.

## Pályafutása
1951 és 1956 között a Formula–1-es világbajnokság hat versenyén volt jelen. Ő volt a sorozat történelmének első brazil versenyzője aki egy Ferrarival állt rajthoz. Az 1956-os argentin viadal távját Gerino Gerinivel közösen teljesítette. Kettősük a negyedik helyen ért célba, amiért 1,5 pontot kaptak fejenként.
Pályafutása alatt részt vett több, a világbajnokság keretein kívül rendezett Formula–1-es futamon is.
1960-ban Christian Heins-el együtt megnyerte a Mil Milhas Brasil autóversenyt.

## Eredményei

### Teljes Formula–1-es eredménysorozata
(Táblázat értelmezése)

(Félkövér: pole-pozícióból indult; dőlt: leggyorsabb kört futott) 

| Év   | Csapat                    | Modell         | Motor               | 1      | 2   | 3   | 4   | 5   | 6   | 7      | 8      | 9      | Helyezés | Pont |
| ---- | ------------------------- | -------------- | ------------------- | ------ | --- | --- | --- | --- | --- | ------ | ------ | ------ | -------- | ---- |
| 1951 | Francisco Landi           | Ferrari 375/50 | Ferrari V12         | SUI    | 500 | BEL | FRA | GBR | GER | ITA Ki | ESP    |        | -        | 0    |
| 1952 | Escuderia Bandeirantes    | Maserati A6GCM | Maserati Straight-6 | SUI    | 500 | BEL | FRA | GBR | GER | NED 9* | ITA 8  |        | -        | 0    |
| 1953 | Escuderia Bandeirantes    | Maserati A6GCM | Maserati Straight-6 | ARG    | 500 | NED | BEL | FRA | GBR | GER    | SUI Ki |        | -        | 0    |
| 1953 | Scuderia Milano           | Maserati A6GCM | Maserati Straight-6 |        |     |     |     |     |     |        |        | ITA Ki | -        | 0    |
| 1956 | Officine Alfieri Maserati | Maserati 250F  | Maserati Straight-6 | ARG 4* | MON | 500 | BEL | FRA | GBR | GER    | ITA    |        | 25.      | 1.5  |

* A távot más versenyzővel együtt teljesítette

## Külső hivatkozások
- Profilja a grandprix.com honlapon (angolul)
- Profilja a statsf1.com honlapon (angolul)